# Magno Alves
Magno Alves de Araújo (nacido el 13 de enero de 1976 en Aporá, Bahía) es un futbolista brasileño que se desempeña como delantero. Su último club fue el Caucaia Esporte Clube.
En 2001, Magno Alves jugó 3 veces para la selección de fútbol de Brasil.

## Trayectoria

### Clubes
| Club                      | País           | Año       |
| ------------------------- | -------------- | --------- |
| Ratrans                   | Brasil         | 1994-1995 |
| Valinhos                  | Brasil         | 1995-1996 |
| Independente              | Brasil         | 1996-1997 |
| Araçatuba                 | Brasil         | 1997      |
| Criciúma                  | Brasil         | 1997-1998 |
| Fluminense                | Brasil         | 1998-2003 |
| Jeonbuk Hyundai Motors FC | Corea del Sur  | 2003      |
| Oita Trinita              | Japón          | 2004-2005 |
| Gamba Osaka               | Japón          | 2006-2007 |
| Al-Ittihad Jeddah         | Arabia Saudita | 2007-2008 |
| Umm-Salal                 | Catar          | 2008-2010 |
| Ceará                     | Brasil         | 2010      |
| Atlético Mineiro          | Brasil         | 2011      |
| Umm-Salal                 | Catar          | 2012      |
| Sport Recife              | Brasil         | 2012      |
| Ceará                     | Brasil         | 2012-2015 |
| Fluminense                | Brasil         | 2015-2016 |
| Ceará                     | Brasil         | 2017      |
| Grêmio Novorizontino      | Brasil         | 2018      |
| Tubarão                   | Brasil         | 2018      |
| Floresta                  | Brasil         | 2018-2019 |
| Atlético de Alagoinhas    | Brasil         | 2020      |
| Barcelona de Ilhéus       | Brasil         | 2020      |
| Caucaia                   | Brasil         | 2021      |

### Selección nacional
| Selección | País   | Año  |
| --------- | ------ | ---- |
| Absoluta  | Brasil | 2001 |

## Estadística de equipo nacional
| Selección de fútbol de Brasil | Selección de fútbol de Brasil | Selección de fútbol de Brasil |
| Año                           | Part.                         | Goles                         |
| ----------------------------- | ----------------------------- | ----------------------------- |
| 2001                          | 3                             | 0                             |
| Total                         | 3                             | 0                             |